# Margaret Mitchell (informaticienne)
Pour les articles homonymes, voir Mitchell et Margaret Mitchell.
Margaret Mitchell est une informaticienne et chercheuse américaine spécialiste des biais algorithmiques et de l'équité en apprentissage artificiel. Elle est plus particulièrement connue pour ses travaux sur la suppression automatique des biais de certains groupes démographiques dans les modèles d'apprentissage automatique, ainsi que sur le gain en transparence dans l'utilisation de ces modèles.

## Études
Margaret Mitchell commence ses études universitaire en linguistique à Reed College, Portland, Oregon en 2005. Après avoir travaillé en tant qu'assistante de recherche au OGI School of Science and Engineering pendant deux ans, elle obtient un master en linguistique informatique à l'University of Washington en 2009. Elle obtient ensuite un doctorat en 2013 à l'université d'Aberdeen, sur la génération de texte à partir d'une image.

## Carrière
En 2012, Margaret Mitchell rejoint le centre technologique pour le langage humain à la Johns Hopkins University en tant que post-doctorante, puis est recrutée par Microsoft Research en 2013. Elle travaille ensuite à Google, où elle fonde l'équipe sur l'éthique de l'intelligence artificielle avec Timnit Gebru.
En février 2021, après le licenciement de Timnit Gebru par Google, Mitchell aurait utilisé un script pour rechercher dans son compte professionnel et télécharger des e-mails documentant prétendument des incidents discriminatoires impliquant Gebru. Un système automatisé a verrouillé le compte de Mitchell en réponse. En réaction à l’attention médiatique, Google a affirmé qu'elle avait « exfiltré des milliers de fichiers et les avait partagés avec plusieurs comptes externes ». Après une enquête de cinq semaines, Mitchell a été licenciée,,. Avant son renvoi, Mitchell était une fervente défenseuse de la diversité chez Google, et avait exprimé des préoccupations au sujet de la « censure » de la recherche au sein de l'entreprise.

## Sujets de recherche
Margaret Mitchell est principalement connue pour ses études sur l'équité en apprentissage artificiel et les méthodes pour contrer les biais algorithmiques. En particulier ses travaux sur l'introduction de  « fiches de modèles », qui regroupent des informations sur un modèle d'apprentissage pour une meilleure transparence. Elle est également connue pour ses travaux sur la suppression des biais des modèles par des méthodes d'apprentissage automatique contradictoire (en).
À Microsoft, Mitchell dirigeait l'équipe du projet Seeing AI, une application qui aide les déficients visuels en générant des descriptions audio compréhensibles à partir d'une image, et en particulier de la caméra d'un smartphone. En février 2018, elle donne une conférence TED sur « Comment construire une IA pour aider les humains, et non leur porter préjudice ».

## Publications
- (en) Emily Bender, Timnit Gebru, Angelina McMillan-Major et Shmargaret Shmitchell, « On the Dangers of Stochastic Parrots: Can Language Models Be Too Big? 🦜 », FAccT '21: Proceedings of the 2021 ACM Conference on Fairness, Accountability, and Transparency,‎ mars 2021, p. 610–623 (DOI 10.1145/3442188.3445922)